# Sayama
Sayama (狭山市, Sayama-shi) is een stad in de prefectuur  Saitama, Japan. In 2013 telde de stad 153.132 inwoners. Sayama maakt deel uit van de metropool Groot-Tokio.

## Geschiedenis
Op 1 juli 1954 ontstond Sayama als stad (shi). Dit gebeurde door het combineren van de gemeente Irumagawa (入間川町) met de dorpen Horikane (堀兼村), Iruma (入間村), Kashiwabara (柏原村), Mizutomi (水富村) en Okutomi (奥富村).

## Partnersteden
- Tongyeong, Zuid-Korea sinds 1973
- Hangzhou, China sinds 1996
- Tsunan, Japan sinds 1997
- Worthington, Verenigde Staten sinds 1999

Steden:
Ageo · Asaka · Chichibu · Fujimi · Fujimino · Fukaya · Gyoda · Hanno · Hanyu · Hasuda · Hidaka · Higashimatsuyama · Honjo · Iruma · Kasukabe · Kawagoe · Kawaguchi · Kazo · Kitamoto · Koshigaya · Konosu · Kuki · Kumagaya · Misato · Niiza · Okegawa · Saitama (hoofdstad) · Sakado · Satte · Sayama · Shiki · Shiraoka · Soka · Toda · Tokorozawa · Tsurugashima · Wako · Warabi · Yashio · Yoshikawa

Districten:
Chichibu · Hiki · Iruma · Kitaadachi · Kitakatsushika · Kodama · Minamisaitama · Osato
Gemeenten per district